# 拉基兴
拉基兴是奥地利上奥地利州格蒙登县的一个市镇。总面积32.5平方公里，总人口9469人，人口密度291.4人/平方公里（2011年）。